# بالوین (میزوری)
بالوین (به انگلیسی: Ballwin) شهری در شهرستان سنت لوئیس ایالت میزوری است که جمعیت آن در سرشماری سال ۲۰۱۰ میلادی ۳۰٫۴۰۴ نفر بوده است.